# Trebel, Niedersachsen
Trebel är en kommun och ort i Landkreis Lüchow-Dannenberg i förbundslandet Niedersachsen i Tyskland. De tidigare kommunerna  Dünsche, Gedelitz, Groß Breese, Liepe, Marleben, Nemitz, Pannecke, Tobringen och Vasenthien uppgick i Trebel den 1 juli 1972.
Kommunen ingår i kommunalförbundet Samtgemeinde Lüchow (Wendland) tillsammans med ytterligare 11 kommuner.